# Brantford
Brantford er en by med 104.688 (2021) indbyggere i Brant County i provinsen Ontario i Canada. Byen blev grundlagt i 1784, hvor kaptajn Joseph Brant og Six Nations-indianerne forlod New York for at kolonisere Canada. Som belønning for deres loyalitet mod kronen fik de et stort stykke land ved Grand River, hvor Brantford ligger i dag.

## Kendte personer fra Brantford
- Phil Hartman – skuespiller, der lægger stemme til Lionel Hutz og Troy McClure i tv-serien The Simpsons.
- Wayne Gretzky – ifølge mange verdens bedste ishockeyspiller nogensinde.
- Alexander Graham Bell – opfinderen af telefonen, bosatte sig her som 23-årig.